# Zikula
Zikula (prononcer zi-kool-ha), ex PostNuke, est un système de gestion de contenu permettant une grande adaptation aux besoins des webmasters. Il fonctionne à l'aide d'une base de données et d'une interface PHP / MySQL.

## Historique
Lancé en juillet 2001, le projet Zikula (PostNuke à l'époque) est un système de gestion de contenu Libre et distribué gratuitement sous licence GPL, utilisé par des centaines de milliers de sites Internet à travers le monde. En juin 2004, la Fondation Zikula (PostNuke à l'époque) fut créée afin de fournir une structure légale et une identité sous la forme d'une organisation à but non lucratif afin d'assurer la croissance et le développement au-delà de la contribution du particulier. Les membres fondateurs de la Fondation Zikula sont Harry Zink (Fizbin Consultants, LLC), Mark West (Chef du développement), La Fondation Zikula Allemande (représentée actuellement par Andreas Krapohl), Drak (HostNuke?), et Vanessa Haakenson (Distance-Educator.com).
En 2008, Zikula change de version en développant la version .8 qui introduit des modifications dans sa structure, notamment en renforçant l'indépendance du noyau par rapport aux modules tiers et le stockage des données produites par les utilisateurs.
Le 5 juin 2008, L'ancien projet Postnuke connaît une étape importante, quelques jours après la publication de la RC4 de la version .8, le nom du CMS change et l'annonce du nouveau nom Zikula prévoit aussi que le passage de PostNuke .8 RC4 à Zikula 1.0
Zikula, formé de différents mots Zulu : "Zila ukudla" voulant dire rapide et "Lula" voulant dire facile. Ces attributs reflètent ce que veut être Zikula.
Le changement de nom était un projet engagé depuis plusieurs mois par la fondation Postnuke qui a travaillé en partenariat avec Strategic Name Development qui a fait une recherche pour proposer ce nom. Le nom a été gardé secret pendant plusieurs mois afin de permettre à l'ensemble des sites supports de Postnuke de devenir propriétaire des noms de domaines déclinés de zikula.

## Description
Zikula est un système de gestion de contenu (CMS) disponible gratuitement. Il est écrit en langage PHP et distribué avec la licence GPL (General Public Licence). Zikula sépare le contenu et sa structure et permet aux webmestres de gérer leur site internet depuis un navigateur Web. Zikula est développé de façon modulaire. Les fonctions importantes sont développées de façon centrale et utilisées dans des modules.
Zikula dispose d’un noyau sur lequel est programmée l’interface, le système ADOdb d’abstraction de base de données et le système de templates basé sur Smarty permettent la sécurité, la mise en place d’utilisateurs et la gestion de groupes.
Zikula permet de créer un site multilingue.
Son fonctionnement s'appuie sur des modules "core" qui constituent le noyau du système auxquels on peut ajouter de nombreux modules:
- les "values addons": modules complémentaires officiels
- les modules tiers : modules proposés par la communauté

Ces modules permettent d'ajouter au système Zikula des fonctionnalités complémentaires qui permettent aux webmasters d'adapter le système à leur besoin éditoriaux.
Les modules complémentaires permettent notamment : de gérer des systèmes de contenus (News, contenus dynamiques, contenus statiques, contenus enrichis de médias, galeries vidéos, bases documentaires...), l'interconnexion avec d'autres systèmes dynamiques (par exemple intégration de la plate-forme de formation moodle), la gestion de modules communautaires (newsletter, forums, wiki, marquage et référencement 2.0, messagerie interne...), des fonctionnalités de navigation et de présentation...

## Déploiement
Mettre en place un site Zikula est une chose à réfléchir, par rapport à un site dit « classique » ou à l’engagement d’un professionnel. Une grande étape est l’utilisation du système de gestion de templates Xanthia. Il permet de créer un site correspondant parfaitement aux besoins graphiques à l’aide de Smarty et de ses capacités à s’adapter à la langue demandée. Par la mise en place de l’abstraction de la base de données, ADOdb permettra à l’avenir l’utilisation d’autres systèmes de base de données autre que MySQL.

## Sources
- (en) https://ziku.la - site international